# Ophryotrocha irinae
Ophryotrocha irinae är en ringmaskart som beskrevs av Tsetlin 1980. Ophryotrocha irinae ingår i släktet Ophryotrocha och familjen Dorvilleidae. Arten har ej påträffats i Sverige. Inga underarter finns listade i Catalogue of Life.